# Fly Like an Eagle
För låten med Agnetha Fältskog och Ola Håkansson, se The Way You Are.
Fly Like an Eagle är Steve Miller Bands nionde studioalbum, släppt 1976. Albumet är bandets bäst säljande album, och har nått 4 x platina i USA. 2003 rankades albumet som nummer 450 på Rolling Stones lista över de 500 bästa albumen genom tiderna. 2006 återutgavs albumet för att fira dess 30-årsjubileum, som en digitalt remastrad CD med tre bonusspår och en bonus-DVD med en konsert från 2005 med gästmusiker som George Thorogood, Amy Grant, Frank Sinatra och Joe Satriani.

## Låtlista

### Sida 1
1. "Space Intro" (Steve Miller) – 1:15
2. "Fly Like an Eagle" (Miller) – 4:42
3. "Wild Mountain Honey" (Steve McCarty) – 4:51
4. "Serenade" (Miller, Chris McCarty) – 3:13
5. "Dance, Dance, Dance" (Miller, Joseph & Brenda Cooper) – 2:18
6. "Mercury Blues" (K. C. Douglas) – 3:30

### Sida 2
1. "Take the Money and Run" (Miller) – 2:50
2. "Rock'n Me" (Miller) – 3:05
3. "You Send Me" (Sam Cooke) * – 2:42
4. "Blue Odyssey" (Miller) – 1:00
5. "Sweet Maree" (Miller) – 4:16
6. "The Window" (Miller, Jason Cooper) – 4:19